# Танасіс Андруцос
Атанасіос «Танасіс» Андруцос (грец. Αθανάσιος "Θανάσης" Ανδρούτσος; нар. 6 травня 1997, Марусі) — грецький футболіст, півзахисник клубу ОФІ.

## Клубна кар'єра
Народився 6 травня 1997 року в місті Марусі. Вихованець футбольної школи клубу «Олімпіакос». Дорослу футбольну кар'єру розпочав 2016 року в основній команді того ж клубу, кольори якої захищає й донині. У сезоні 2016/17 допоміг пірейській команді здобути перемогу у Грецькій Суперлізі.

## Виступи за збірні
2015 року дебютував у складі юнацької збірної Греції, взяв участь у 9 іграх на юнацькому рівні, відзначившись одним забитим голом.
З 2017 року залучається до складу молодіжної збірної Греції. На молодіжному рівні зіграв у 9 офіційних матчах, забив 6 голів.
Того ж 2017 року дебютував в офіційних матчах у складі національної збірної Греції.
| Дата      | Місто   | Господарі         | Результат | Гості  | Турнір           | Голи | Примітки |
| --------- | ------- | ----------------- | --------- | ------ | ---------------- | ---- | -------- |
| 15-5-2018 | Севілья | Саудівська Аравія | 2 – 0     | Греція | товариський матч | -    | 71'      |
| Усього    |         | Матчів            | 1         |        | Голів            | 0    |          |

## Титули і досягнення
- Чемпіон Греції (3):

«Олімпіакос»: 2016–17, 2020–21, 2021–22